# Iveco Bus Urbanway
De Iveco Bus Urbanway is een integral low floor-autobus, geproduceerd door de Franse busfabrikant Iveco Bus. De bus is in mei 2013 geïntroduceerd op de 60e UITP-congres in Genève en is de opvolger van de Irisbus Citelis. De Urbanway deelt enkele kenmerken met de Iveco Bus Crossway, maar is de opvolger voor de Citelis als stadsbus. De bus is beschikbaar in drie lengtes, 10,5 meter, 12 meter en 18 meter. In 2023 kreeg de bus een nieuw ontwerp, waarbij vooral de voorkant een nieuwe uitstraling kreeg die niet meer leek op de Crossway.

## Inzet
De Urbanway wordt anno 2025 ingezet in het openbaar vervoer in Frankrijk en in België. Het Franse vervoersbedrijf RATP heeft in juni 2014 een bestelling geplaatst van 1000 nieuwe bussen, bij vier verschillende bedrijven die tussen 2014 en 2017 instroomden. Hiervan zijn er van het type Urbanway 122 12m-bussen met dieselaandrijving en 90 12m-bussen met cng-aandrijving. Ook kwamen er een aantal 12m- en gelede bussen instromen met hybride aandrijving. Deze bussen vervingen vooral de oudere bussen binnen het bedrijf. Belgisch vervoersbedrijf MIVB had in 2017 een 12m hybride bus en een 18m hybride bus tijdelijk als proef in dienst voor nieuwe bussen, naast enkele andere bustypes om de vloot emmissie-vrij/milieuvriendelijker te maken. Uiteindelijk kwamen er tussen 2019 en 2021 164 gelede hybride bussen in dienst. In 2019 kwamen 20 bussen in dienst bij busexploitant Roman voor lijndienst in Henegouwen in opdracht van OTW (TEC).
| Bedrijf      | Aantal | Type               | Series                                    | Inzet                                   | Opmerking                      |
| België       | België | België             | België                                    | België                                  | België                         |
| ------------ | ------ | ------------------ | ----------------------------------------- | --------------------------------------- | ------------------------------ |
| MIVB         | 1      | Urbanway 12 Hybrid | 8901                                      | Brusselse stadsbus lijn 64              | Testbus Uit dienst in 2017     |
| MIVB         | 1      | Urbanway 18 Hybrid | 8961                                      | Brusselse stadsbus lijn 66              | Testbus                        |
| MIVB         | 164    | Urbanway 18 Hybrid | 9201-9364                                 | Brusselse stadsbus                      |                                |
| Roman        | 20     | Urbanway 12        | 300505-300510 300601-300609 300801-300806 | Henegouwen                              | Contractbussen voor OTW (TEC)  |
| Frankrijk    |        |                    |                                           |                                         |                                |
| L'va         | 1      | Urbanway 12        | 80                                        | Vienne                                  |                                |
| RATP         | 3      | Urbanway 12        | 48-50                                     | RATP-busnetwerk (Parijs, Île-de-France) |                                |
| RATP         | 127    | Urbanway 12        | 8805-8931                                 | RATP-busnetwerk (Parijs, Île-de-France) |                                |
| RATP         | 32     | Urbanway 12 Hybrid | 4929-4950                                 | RATP-busnetwerk (Parijs, Île-de-France) |                                |
| RATP         | 288    | Urbanway 12 Hybrid | 5958-6255                                 | RATP-busnetwerk (Parijs, Île-de-France) |                                |
| RATP         | 103    | Urbanway 12 CNG    | 5802-5904                                 | RATP-busnetwerk (Parijs, Île-de-France) |                                |
| RATP         | 1      | Urbanway 18        | 4003                                      | RATP-busnetwerk (Parijs, Île-de-France) | In de huisstijl van STIF-RATP. |
| RATP         | 13     | Urbanway 18        | 4463-4475                                 | RATP-busnetwerk (Parijs, Île-de-France) | In de huisstijl van STIF-RATP. |
| RATP         | 69     | Urbanway 18 Hybrid | 5025-5093                                 | RATP-busnetwerk (Parijs, Île-de-France) |                                |
| RATP         | 194    | Urbanway 18 Hybrid | 5510-5707                                 | RATP-busnetwerk (Parijs, Île-de-France) |                                |
| RATP         | 21     | Urbanway 18 CNG    | 6885-6931                                 | RATP-busnetwerk (Parijs, Île-de-France) |                                |
| Trans-Landes | 4      | Urbanway 12        | 1423-1426                                 | Landes                                  |                                |